# Eriobotrya tinctoria
Eriobotrya tinctoria är en rosväxtart som beskrevs av Wilhelm Sulpiz Kurz. Eriobotrya tinctoria ingår i släktet eriobotryor, och familjen rosväxter. Inga underarter finns listade i Catalogue of Life.